# Lleret
Lleret es una localidad perteneciente al municipio de Lladorre, en la provincia de Lérida, comunidad autónoma de Cataluña, España. En 2018 contaba con 19 habitantes.